# (3754) Kathleen
(3754) Kathleen (1931 FM) – planetoida z pasa głównego asteroid okrążająca Słońce w ciągu 5,61 lat w średniej odległości 3,16 j.a. Odkrył ją Clyde Tombaugh 16 marca 1931 roku.